# Philippe-Antoine d'Ornano
Hrabě Philippe-Antoine d'Ornano, rodným jménem Filippo Antonio Ornano, (17. ledna 1784 Ajaccio – 13. října 1863 Vincennes) byl francouzský generál, pair, maršál a na sklonku života guvernér Invalidovny v Paříži.

## Život
Filippo Antonio Ornano byl synem Lodovica Antonia Ornana (1744–1816) a Isabelly Marie Buonaparte (1749–1816). Skrze matku byl tedy bratrancem Napoleona I. V letech 1799–1800 sloužil v Itálii a účastnil se expedice na Santo Domingo. V období let 1805–1808 sloužil ve Velké armádě (Grande Armée ďAllemagne) a byl odvelen s 5. dragounským plukem do Španělska. 5. května 1811 byl přímo na bitevním poli u Fuentes de Onoro jmenován brigádním generálem. V roce 1812 se účastnil ruské kampaně a vyznamenal se v bitvě u Borodina. Téhož roku byl povýšen na divizního generála. V bitvě u Krasného byl těžce raněn a vlastní lidé jej považovali za mrtvého. Život mu čirou náhodou zachránil jeho pobočník Delaberg. Při tažení v roce 1813 velel gardovým dragounům a po smrti maršála Bessièrese velel celé gardové kavalerii.
V roce 1816 se hrabě d'Ornano oženil s ovdovělou hraběnkou Marií Walewskou, bývalou milenkou Napoleona. Jejich manželství ovšem nemělo dlouhého trvání, neboť jeho žena následující roku, v průběhu šestinedělí, zemřela. Syn, Rodolphe Auguste d'Ornano, kterého hraběnka porodila, zajistil, že rod d'Ornano nevymřel po meči. Posledním potomkem rodiny byl Michel d'Ornano († 1991), který byl dvakrát ministrem kultury Francie. V roce 1829 se hrabě Philippe-Antoine vrátil do aktivní služby a byl jmenován inspektorem 2. a 4. divize v Tours. O čtyři roky později (1832) se podílel na potlačení povstání ve Vendée a byl uveden do sněmovny pairů. V roce 1848 obdržel velení 14. divize, ale zdravotní stav mu nedovolil, aby se této funkce ujal. Odešel tedy do výslužby. Od roku 1849 působil jako poslanec za Indre-et-Loire a pomáhal při státním převratu Napoleona III. Díky této pomoci se stal senátorem a byl vyznamenán velkokřížem Čestné legie. Po smrti generála Exelmanse byl zvolen velkokancléřem Čestné legie. Dne 24. května 1853 byl jmenován do funkce guvernéra pařížské Invalidovny.

## Smrt
V den převozu ostatků Napoleona I. z Chapelle Saint-Jerome do Invalidovny (2. dubna 1861) byl povýšen do hodnosti maršála Francie. O 18 měsíců později zemřel.